# سفر ۱۹۷۲ نیکسون به چین

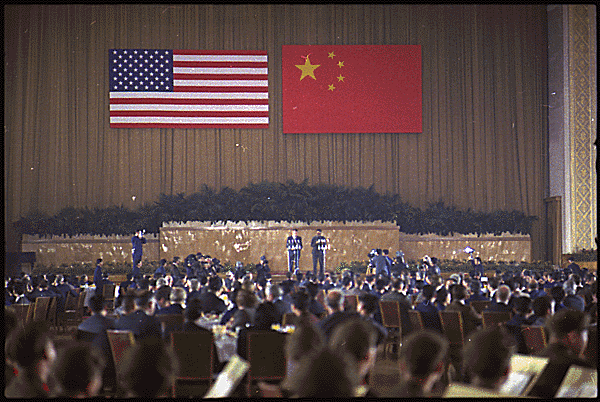
نیکسون و چو ان‌لای در ضیافتی سخنرانی می‌کنند..

سفر ۱۹۷۲ نیکسون رئیس‌جمهور ایالات متحده آمریکا به جمهوری خلق چین گامی مهم در عادی سازی رسمی روابط بین ایالات متحده آمریکا و جمهوری خلق چین بود. این نخستین باری بود که یک رئیس جمهور آمریکا از جمهوری خلق چین که در آن زمان آمریکا آن را یکی از دشمنان خود می‌دانست، دیدن می‌کرد و این بازدید به ۲۵ سال جدایی بین دو سو خاتمه داد.
بهبود دادن روابط آمریکا با کشورهای اتحاد جماهیر شوروی و جمهوری خلق چین اغلب به عنوان موفق‌ترین دستاوردهای دیپلماتیک دوران ریاست جمهوری نیکسون یاد می‌شود.
در ماه ژوئیه سال ۱۹۷۱، مشاور امنیت ملی رئیس‌جمهور نیکسون، هنری کیسینجر در طول سفر به پاکستان، مخفیانه به پکن سفر کرده و بدین ترتیب زمینه برای سفر نیکسون به چین مهیا شد.